# Угљеша Мрњавчевић
Јован Угљеша Мрњавчевић (? — 26. септембар 1371) био је српски деспот из династије Мрњавчевић. Управљао је Серском државом од 1365. до своје смрти. Угљеша је био брат српског краља Вукашина Мрњавчевића. Са братом је покушао да спречи продор Турака у Европу, али је погинуо у Маричкој бици 1371. године. Угљешина супруга је била Јелена (монашко име Јефимија), која је извезла Похвалу кнезу Лазару. Угљеша је чест лик у српским народним епским песмама преткосовског циклуса.

## Младост
Угљеша је био млађи син великаша Мрњаве, оснивача династије Мрњавчевић. Византијски историчар Лаоник Халкокондил наводи да је Вукашин на Душановом двору био пехарник, а Угљеша коњушар. Око 1346. године Угљеша је, као намесник цара Душана, управљао областима око Дубровника, могуће Конавлима и Требињем. Дубровачко веће одлучило је да "барону Угљеши" пошаље поклоне. У приморју се није дуго задржао јер се по смрти цара Душана (1355) налазио у Серској области којом је управљала царева удовица Јелена. Не зна се година Угљешиног венчања са Јеленом, ћерком кесара Војихне. Јелена је рођена 1349. године. Као припадница угледне породице, још као веома млада је удата за једног од најмоћнијих великаша Царства. Угљеши је родила сина Угљешу Деспотовића који је умро после само четири године. Сахрањен је са дедом Војихном у истом гробу у Хиландару. Као зет кесара Војихне, Угљеша је постао веома јака личност. Заједно иступа са својим тастом који је највероватније заслужан за његов успон. Мавро Орбин пише да је кесар Војихна са својим зетом Угљешом господарио читавим крајем на граници Романије. Могуће да је тада, 1358. године, Угљеша носио титулу великог војводе. Моћ кесара Војихне простирала се на знатно већој територији од града Драме. Након смрти цара Душана, Војихна се нашао у кругу личности окупљених око Јелене и убрзо је постао њена десна рука. Последњи пут се помиње 1358. године, а умро је пре 1371. године када је његов гроб посетио зет Угљеша. Веома је дискутабилна Угљешина улога у неуспелом покушају кесара Војихне и Матије Кантакузина да сруше царицу Јелену.
Октобра 1358. године Угљеша се у једној повељи манастиру Кутлумушу потписао на српском као велики војвода. Титула великог војводе заузимала је веома висок положај у хијерархији Српског царства. Одговарала је византијској титули мега дукса. Овде Угљеша иступа као обласни господар потврђујући манастиру Кутлумушу посед који се налазио у југоисточном делу струмске области. У фалсификованој повељи стоји да је Угљеша у Хрисопољу водио преговоре са византијским царем Јованом V Палеологом, такође 1358. године. Расправљано је о приморским градовима које су заузели браћа Палеолог. У питању су Хрисопољ, Анактиропољ и Христопољ. Наведене градове Србија је изгубила и пре Душанове смрти. Ови градови били су изложени нападима неког пирата из Витиније. У повељи из 1365. године Јован Палеолог назива Угљешу "вољеним нећаком преузвишене деспине Србије, пресрећни деспот Србије Кир Јован Угљеша".

## Деспотска титула
У науци је владало мишљење да је Угљеша титулу деспота добио по братовом крунисању за краља, односно августа или 1365. године. Међутим, већ 1975. године је објављена запис са гроба Јелене, Угљешине сестре, који је датиран у време пре септембра 1364. године. На натпису се млађи брат Јелене титулише као деспот. Натпис је свакако настао после октобра 1363. године те је Угљеша титулу деспота добио између октобра 1363. године и септембра 1364. године. Потврду наилазимо и у повељи деспота Угљеше монасима светогорског манастира Симонопетра. Издата је између 1. септембра 1363. и 31. августа 1364. године. У тексту пише да је аутор повеље крунисан за деспота целе Србије и Романије непосредно пре доношења повеље. Смрт деспота Јована Оливера и Дејана са великом сигурношћу се десила пре 1363. године, а приликом распада Српског царства двојица деспота на југу Душанове државе (Јован Комнин Асен и Симеон Синиша Немањић) одвојила су се убрзо након његове смрти. Најближи Урошеви сродници били су браћа Драгаш, али и Угљеша, преко брака са Јеленом, ћерком Војихне, Душановог братучеда. Титула деспота се и додељивала блиским краљевим сродницима. Добијање деспотске титуле наглашено је у натписима и увођењем двоглавог орла, једним од деспотских обележја. Угљеша није заборавио да спомене личност која му је то звање уручила, цара Уроша. Такође, нова титула је забележена и на новцу деспота Угљеше.

## Успон
Успон браће Мрњавчевић почиње након смрти Војислава Војиновића (1363). Угљеша постепено истискује Јелену. Склапањем бракова, Мрњавчевићи се повезују са најмоћнијим породицама свога времена. Са Балшићима су успостављени односи преко Вукашинове ћерке Оливере која се удала за Ђурђа Балшића. Вукашинов син Марко био је ожењен ћерком Радослава Хлапена, намесника у северној Грчкој. Вероватно је постојала родбинска веза између Мрњавчевића и севастократора Влатка Паскачића, владара Славишта, чији успон Вукашин и Угљеша подржавају.
У ово време пада и први покушај мирења између Српске и Цариградске патријаршије. Патријарх Калист је лично посетио царицу Јелену у Серу, али је умро приликом посете чиме су преговори заустављени на неколико година. Угљеша је као истакнута личност Серске области свакако морао учествовати у преговорима са Калистом. Вероватно је тада увидео опасност од Турака што ће касније довести до помирења између цркве Серске области и Цариградске патријаршије ради склапања савеза против Турака.

## Долазак на власт
Урошева владавина над Серском облашћу није била у потпуности укинута већ извори говоре о тесној сарадњи мајке и сина. Урош шаље војску која је поразила Матију Кантакузина. Јелена 1357. године присуствује једним од државних сабора у Скопљу. Према томе, српска власт у Серској области била је стабилна. У Серској области Урош се од 1360. године изоставља. Јелена је призната као једини господар Серске области. У Серу је увела (према византијском узору) установе сената и васељенских судија, а локалну управу поверавала је својим рођацима. Највероватније је Јелена увидела неодлучност и слабост свога сина те је настојала да се осамостали у Серској области. Међутим, временом Јеленинаулога у политичком животу Серске области била је веома скромна, поготово када се упореди са каснијом улогом деспота Угљеше. Стога не изненађује што је на крају морала предати власт њему.
Јеленина владавина над Серском облашћу последњи пут је посведочена у судском акту Серске митрополије августа 1365. године. Документ је сачуван у архиву светогорског манастира Есфигмена. Суд се Јелени обраћа као владарки, а серски кефалија и васељенске судије су поданици "наше моћне и свете госпође и деспине". Документи из следеће, 1366. године, сведоче о самосталној владавини Јована Угљеше. Најстарија повеља коју Угљеша издаје као господар Серске области је из јануара 1366. године. Међутим, септембра 1365. године византијски цар Јован Палеолог издао је повељу у којој Угљешу назива "вољеним нећаком" деспине Јелене што указује на могућност савладарства Јелене и Угљеше крајем 1365. године. Очигледно је да је у питању прелазно стање на престолу Серске области. Јасно је да је Угљеша тада већ преузео власт јер је хрисовуља издата на његов захтев. За византијског цара он је већ тада био нов владар Серске области.
Дакле, Угљешин долазак на власт може се датирати у период између августа и септембра 1365. године.

## Владавина
Титулатура Угљешиног брата Вукашина обухвата све територије којима је управљао сам цар Урош. Он је носио титулу "краљ Срба и Грка" по угледу на Урошеву титулу "цара Срба и Грка". Угљешина титула угледа се на Вукашинову. Угљеша се назива господарем "српских и грчких земаља". У својим повељама пре 1365. године Угљеша помиње "деспотство ми". У повељама које издаје као самостални владар Серске области помиње "царство ми", а у једној се чак назива и автократорем (самодршцем).

### Измирење са Цариградском патријаршијом
У дипломатским активностима Јована Угљеше посебно место заузима измирење са Цариградском патријаршијом. Наиме, црквени раскол између Српске и Цариградске патријаршије потиче од 1350. године када је у јеку византијско-српског рата између Душана и Јована Кантакузина, патријарх Калист изопштио српског цара, патријарха и остале архијереје. Ниже свештенство, као и српски народ, није изопштено из цркве, али је трпело последице вишедеценијског раскола.
Разлога за измирење свакако је било много. Најзначајнији од њих био је склапање савеза између Византијског и Српског царства против Турака. Покушаја да се раскол оконча било је и раније. Патријарх Калист (1350-1353, 1355-1364) је непосредно пред своју смрт преговарао са царицом Јеленом у Серу. Преговоре је прекинула изненадна смрт патријарха. Иницијативу је по доласку на власт преузео Угљеша. Калистов наследник Филотеј прихватио је његову иницијативу и у Сер послао никејског митрополита.
О преговорима нема сачуваних података. Познат је само резултат. Угљеша је прихватио византијске услове и измирење је постигнуто марта 1368. године. Повеља о измирењу садржи Угљешину осуду Душанове политике проглашења самодршцем Србије и Романије речима да је српски цар "лакомим очима гледао и неправедни мач против најнедужнијих дигао, усудио се да старе црквене одредбе злобно згази, разбија и разара". Документ је очигледно саставио школовани Византинац. Текст, како су доказали Соловјев и Мошин, није послат из Цариграда већ је састављен на лицу места, у околини никејског митрополита.
Цариградски патријарх је уједињење цркава прогласио тек после три године, маја 1371. године. Јиречек је веровао да је разлог тога било чекање да се Јован Палеолог врати са свог путовања у Италију. Грујић верује да су истовремено вођени и неуспешни преговори са пећким патријархом Савом IV.

## Рат са Турцима
Турци су средином 14. века заузећем Галипоља трајно прешли на Балкан и отпочели са планским освајањем Полуострва. Неуобичајено лако освајају град за градом: Димотику (1360), Једрене (1362) и Пловдив (1363). Заједничка опасност од Турака зближила је Серску државу и Византију. Старац Исаија пише да је основни циљ Угљешине политике било покретање офанзивног рата и истеривање Турака са Балкана. Патријарх Пајсије I такође пише о опасности од "Исмаилићана". О истоме се пише и у Бугарској анонимној хроници из 15. века и у спису влашког монаха Моксе из 1620. године. Ширењем своје државе на област западне Тракије (крај шездесетих година 14. века) Угљеша је смањио турски притисак на средиште своје државе. Између 1366. и новембра 1369. године Угљеша је заузео родопско приморје од реке Месте до језера Пору. Тиме је источна граница Серске државе превазилазила оне из времена Душановог царства. Упади Турака били су чести, али располажемо са више података само о нападима на светогорске манастире. Серски деспот се, према Мавру Орбину, у почетку успешно борио против Турака и нанео им неколико пораза. Угљеша се мешао у тракијске прилике о чему сведоче и турске хронике. Коџа Хусеин пише да је заповедник Филипопоља побегао деспоту у Серску државу како би са њим радио на освети због губитка града. У Цариград су лета 1371. године дошли српски посланици са намером да договоре склапање савеза против Турака. О томе нам сведочи говор Димитрија Кидона. Срби су царству нудили новац и склапање династичких бракова. Међутим, преговори који су уследили након измирења цркава нису довели до склапања савеза против Турака. У таквој ситуацији се деспот обратио за помоћ своме брату. За краља Вукашина је потреба деловања на истоку дошла неочекивано пошто је средином 1371. године био у походу против жупана Николе Алтомановића. Алтомановић се изненађујуће брзо опоравио од пораза на Косову, повратио изгубљене области и кренуо да угрожава Вукашинове територије. Спорно је то да ли је Вукашин у Маричкој бици учествовао као српски краљ или као господар. Севастократор Влатко Паскачић не помиње се у изворима о бици, а Радослав Хлапен (за кога се не зна да ли је учествовао у бици) је надживео краља и деспота. Јуна 1371. године Вукашин се, заједно са сином Марком и Ђурађом Балшићем, налазио у околини Скадра одакле се повукао на позив свога брата.
Савременик Исаија претерује у проценама српске војске на 60.000 бораца. Српски патријарх процењује да је 4500 Турака савладало 70.000 коњаника. Орбин зна за 20.000 ратника што је вероватно најближе стварном стању. У хроникама грофа Ђорђа Бранковића супротстављени су Срби и Турци. Исто етничко одређење хришћана налазимо и код Владислава Граматика. Бугарска анонимна хроника зна да су борци пристигли чак из Далмације и Требиња. Хроника монаха Моксе је неодређенија и пише само да су браћа сакупила велику српску војску. Османски писци преувеличавају непријатељску војску, па Србима придружују и Влахе, Угре и Босанце.
Почетком 1371. године припреме за офанзиву већ су биле спремне. Угљеша је посетио Свету Гору што се види из његове повеље манастиру Ватопеду са пролећа исте године. У Хиландару је Угљеша посетио гроб свога таста, Војихне, и свога прерано умрлог сина Угљеше. Ватопеду је поклонио рибњак Светог Теодора на језеру Пору. Претпоставља се да је Угљеша напао Турке у време када су они били заузети ратовима у Малој Азији. Браћа продиру дубоко у турске крајеве што сведочи о томе да Турци нису чврсто господарили тракијским областима.

### Погибија
О судбоносној бици се не зна готово ништа. Из најранијих извора не може се закључити много више од датума, места и резултата битке. Добар део војске је страдао дављењем у оближњој реци. Најбезбедније је рећи да је у питању био изненадни ноћни препад Турака на српски логор. Турци су поново применили тактику герилског ратовања. Патријарх Пајсије је пристрасан и између браће прави битну разлику. Наклоњенији је Угљеши. Истиче да је српски деспот страдао од рана у боју као што то приличи ратнику. Његово тело однесоше неки иноци у манастир у близину Сереза. Вукашин се удавио у реци и "постаде јадно позориште у блату и храна рибама и птицама, и не зна му се ни гроб, погибе успомена његова са шумом". Исаија, савременик догађаја, пише да ниједан од браће није прописно погребен. Угљешу, међутим, одређује као храброг мужа.
Маричка битка је била највећа победа Турака пре 1453. године. Њен резултат је слом Серске државе. Солунски деспот Манојло (будући цар Манојло II) заузео је Сер. Несумњиво је покорио и остале градове у самом средишту Угљешине државе укључујући и острво Тасос и градове у Пиеријском приморју. Под контролом Византинаца поново се нашло подручје од Солуна до христопољских кланаца. Рестаурација византијске власти подгрејала је наду о обнови некадашње империје, али се нада брзо изјаловила. Опасност од Турака приморала је Византинце на непопуларну меру: одузимање црквених добара ради јачања одбрамбене моћи. Територије су уступљене пронијарима. Манојло је 1408. године присећа како је одмах по погибији Угљеше морао уступити половину метоха светогорских и солунских пронијарима. Убрзо после Маричке битке Византија губи самосталност. Цар Јован као Муратов вазал учествује у једном од турских похода.

## Уређење Серске области под Угљешом
У Серској области је у Душаново, Јеленино и Угљешино време сачувано византијско уређење. У употреби је и даље био грчки језик. Деспот издаје повеље и на српском и на грчком језику. Грци су заузимали високе положаје на деспотовом двору. Византинци називају Јелену и Угљешу "деспином и деспотом Србије". О правосуђу у држави деспота Угљеше најбоље сведочи његова повеља из фебруара 1369. године. Ово је веома значајан документ који описује читав ток суђења пред деспотовим "синодом" који се састоји углавном од представника цркве. Деспот лично доноси пресуду, потписује акт о суђењу и издаје га као своју повељу. Постојао је и суд Серске митрополије који се није много разликовао од суда светогорског протата. Поред митрополита и његовог клира, овај суд окупља и истакнуте световне достојанственике. У питању је мешовити суд, типичан за пограничне грчке градове.
Угљеша уводи новину у суд Серске митрополије. Поред постојећих чланова (митрополита, клира и достојанственика), Угљеша уводи и представнике светогорских манастира. Велики удео цркве у судству вероватно је уведен по угледу на Византијско царство под Палеолозима. Значајна је и улога охридског архиепископа у деспотовом савету.
У Серску државу продрла је и византијска установа васељенских судија. Ова установа је у Византији створена 1329. године, током владавине Андроника III Палеолога. Састојао се од четири члана, два саветодавна и два свештена. Колегијум је вршио надзор над правосуђем читавог Царства. Поред Цариграда, васељенске судије постојале су и у Солуну, Трапезунду, Лемносу, Мореји а појављују се и у Серу. У Серској држави васељенске судије се први пут помињу у судском акту из 1365. године, последњем који сведочи о владавини царице Јелене. Дакле, институција васељенских судија уведена је између 1360. и 1365. године.
Серска држава је од Византије преузела и улогу сената који, међутим, није имао значајнију улогу. Институција сената уведена је такође између 1360. и 1365. године. Сенат је окупљао световне великодостојнике Серске државе. Ови представници се у званичним документима наводе као "дворани моћног и светог господара пресрећног деспота". Важно место заузимао је и серски кефалија. Функцију кефалије је 1360. године обављао Комнин Евдемонојоан који је по доласку Угљеше на власт вршио функцију васељенског судије. У првим годинама Угљешине владавине место кефалије заузима Радослав Торник, припадник византијско-јерменске породице Торник. Радослава Торника Константин Јиречек изједначује са Радославом Повиком, братом Душановог логотета Ђурђа и Милоша Повика. Торник је последњи серски кефалија који је документован.